# Intyerbol–2
Az Intyerbol–2 (oroszul: Интербол 2), vagy más megnevezés szerint Prognoz-M2 orosz/ukrán műszeres technológiai, az ionoszféra és a Föld magnetoszféráját kutató műhold.

## Küldetés
A műholdat a Lavocskin intézet segítségével tervezték és építették meg. A program keretében Oroszország térítésmentesen rendelkezésére bocsátotta mesterséges holdjait, rakétáit, távközlési és egyéb földi berendezéseit.

## Jellemzői
1996. augusztus 29-én a Pleszeck űrrepülőtérről egy Interkozmosz hordozórakéta, a Molnyija-M (Blok-2BL) segítségével indították Föld körüli, közeli körpályára. Az Intyerbol–2 volt a Magion–5 hordozóegysége. Pályájának adatai: indulópályája 347 perces, 62,76 fokos hajlásszögű, az elliptikus pálya perigeuma 770 kilométer, apogeuma 19 213 kilométer volt. Szolgálati ideje alatt 10 alkalommal módosított a pályáján. Energiaellátását akkumulátorok és napelemek összehangolt egysége biztosította. Hasznos tömege 1250 kilogramm. Szolgálati ideje nem volt meghatározva.
A Magion–5 1996. augusztus 30-án levált az Intyerbol–2-ről, önálló feladatokat hajtott végre.
A MuSat–1, indítást követő 5 óra 31 perccel levált az Intyerbol–2 hordozóról.
A tudományos felszereléseket – 22 műszer volt beépítve – a következő országok készítették: Csehország, Európai Űrügynökség (ESA), Finnország, Franciaország, Kanada, Kuba, Németország, Magyarország, Lengyelország, Románia és Svédország.